# Lemezjátszó

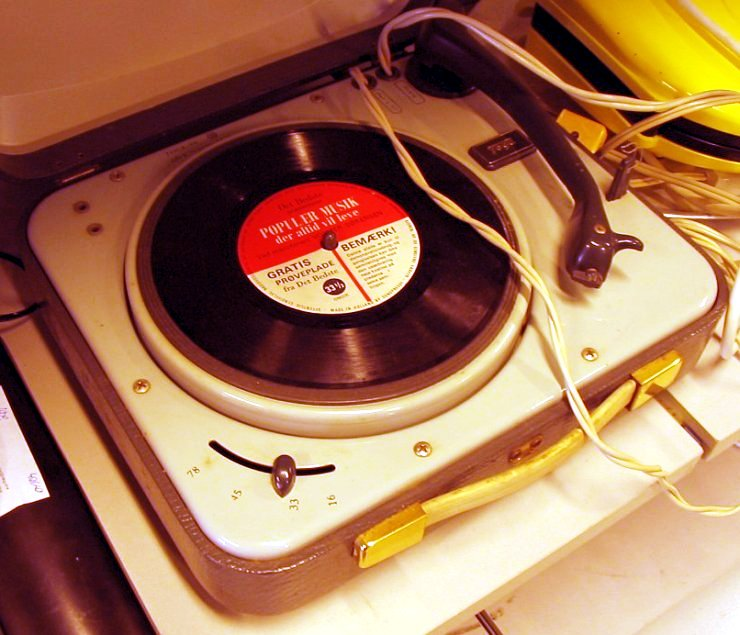
Hordozható táskalemezjátszó az 1960-as évek elejéről

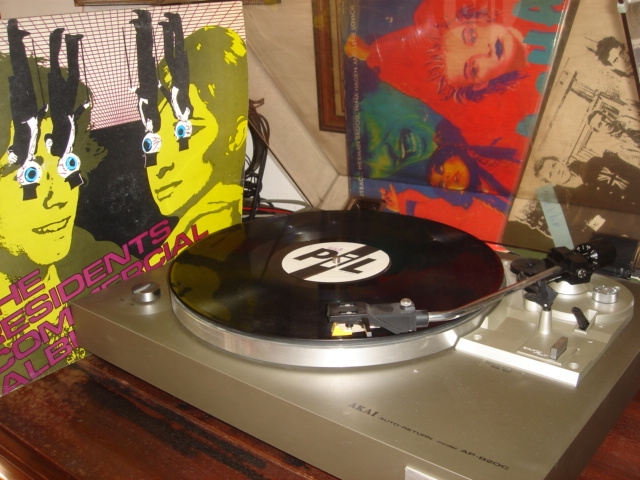
Elfogadható minőségű Akai gyártmányú lemezjátszó az 1980-as évek elejéről

A lemezjátszó hanglemezen rögzített műsorok lejátszására szolgáló hangközvetítő berendezés.

## Felhasználási csoportosítása
- hordozható telepes lemezjátszó
- hordozható hálózati lemezjátszó
- automatikus hálózati lemezjátszó
- Hi-Fi lemezjátszó

## Nemzetközi szabványok

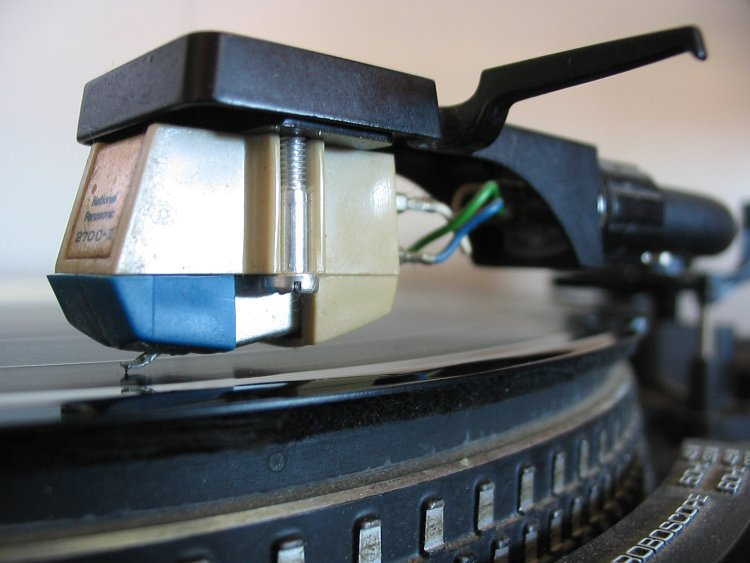
Mágneses hangszedő

Annak érdekében, hogy a műsoros hanglemezeket egységesítsék és az egész világon elterjesszék, nemzetközileg is egységesítették azon műszaki normákat, amelyek minden lemezjátszó készülékre vonatkoznak abból a szempontból, hogy a világ bármely részén gyártott hanglemezek általuk lejátszhatóak legyenek.

### A hanglemez forgási iránya
Bármilyen vágási sebességgel felvett hanglemezre és a lemezjátszó futóművére egyaránt vonatkozik, hogy a forgás balról jobbra, vagyis az óramutató járásával megegyező irányban történik.

### A hangszedő haladási iránya
A lejátszott hanglemez műsorkezdete fordulatszámtól függetlenül a hanglemez külső átmérőjének peremétől befelé haladó barázdákkal indul, majd a középpont irányába csigavonalban haladó műsoros barázdákkal folytatódik, ezek a hangszedőt a lemez közepe felé irányítják.

### Lejátszási fordulatszámok

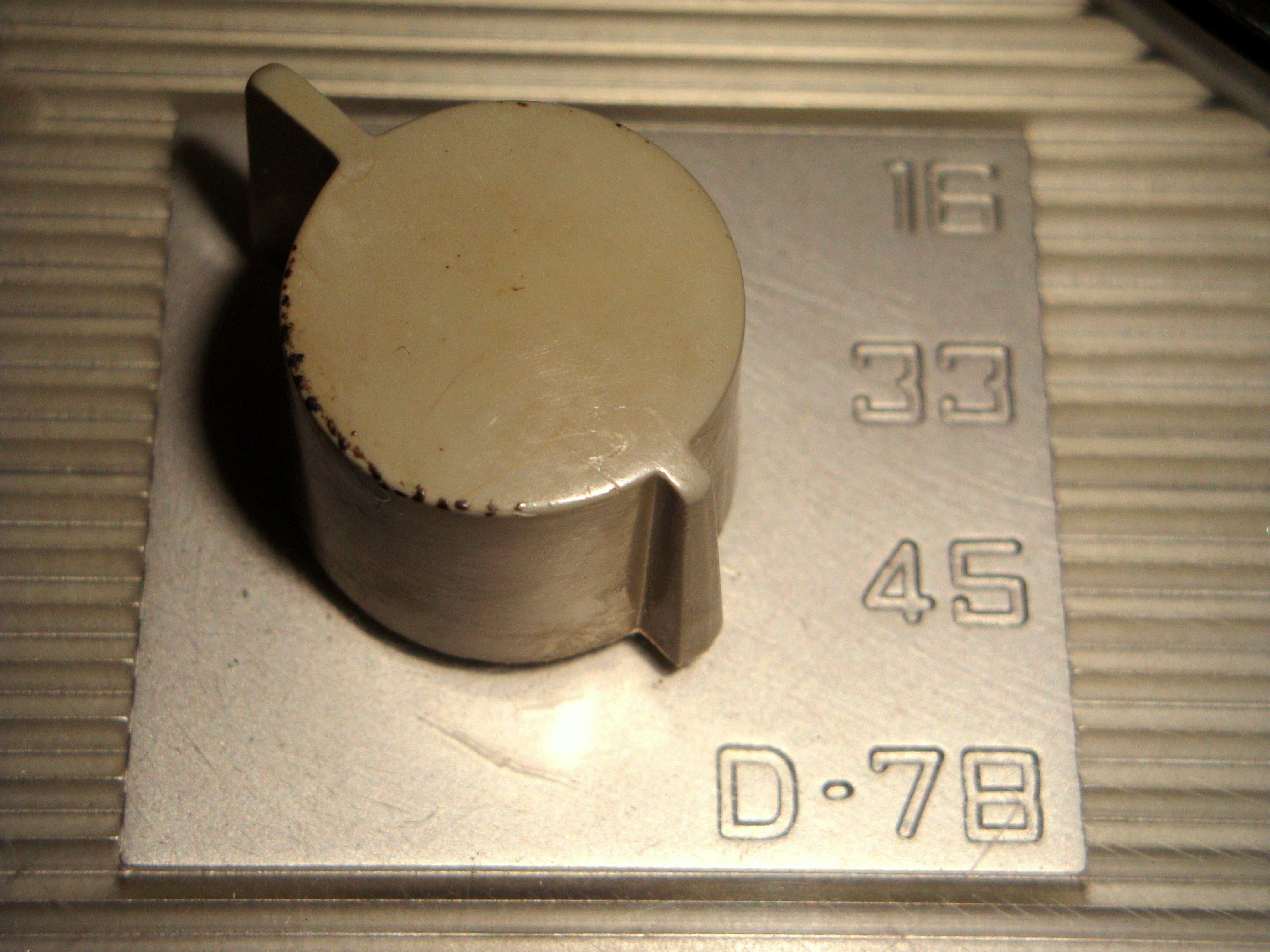
Fordulatszám-választó kapcsoló

A nemzetközileg szabványosított lejátszási fordulatszámok az alábbiak:
- 78 ford./perc: normálbarázdás hanglemezek, az úgynevezett gramofonlemezek
- 45 ford./perc: mikrobarázdás kislemezek és maxi-single lemezek (mono, sztereo)
- 33 1/3 ford./perc: mikrobarázdás kis- és nagylemezek (mono, sztereo, quadro)
- 16 ford./perc: régi DIN szabványú, beszédsávrögzítő mono nagylemezek. Főként nyelvleckéknél, meselemezeknél, prózáknál és hangoskönyveknél használták.

### Lejátszótű-méretek

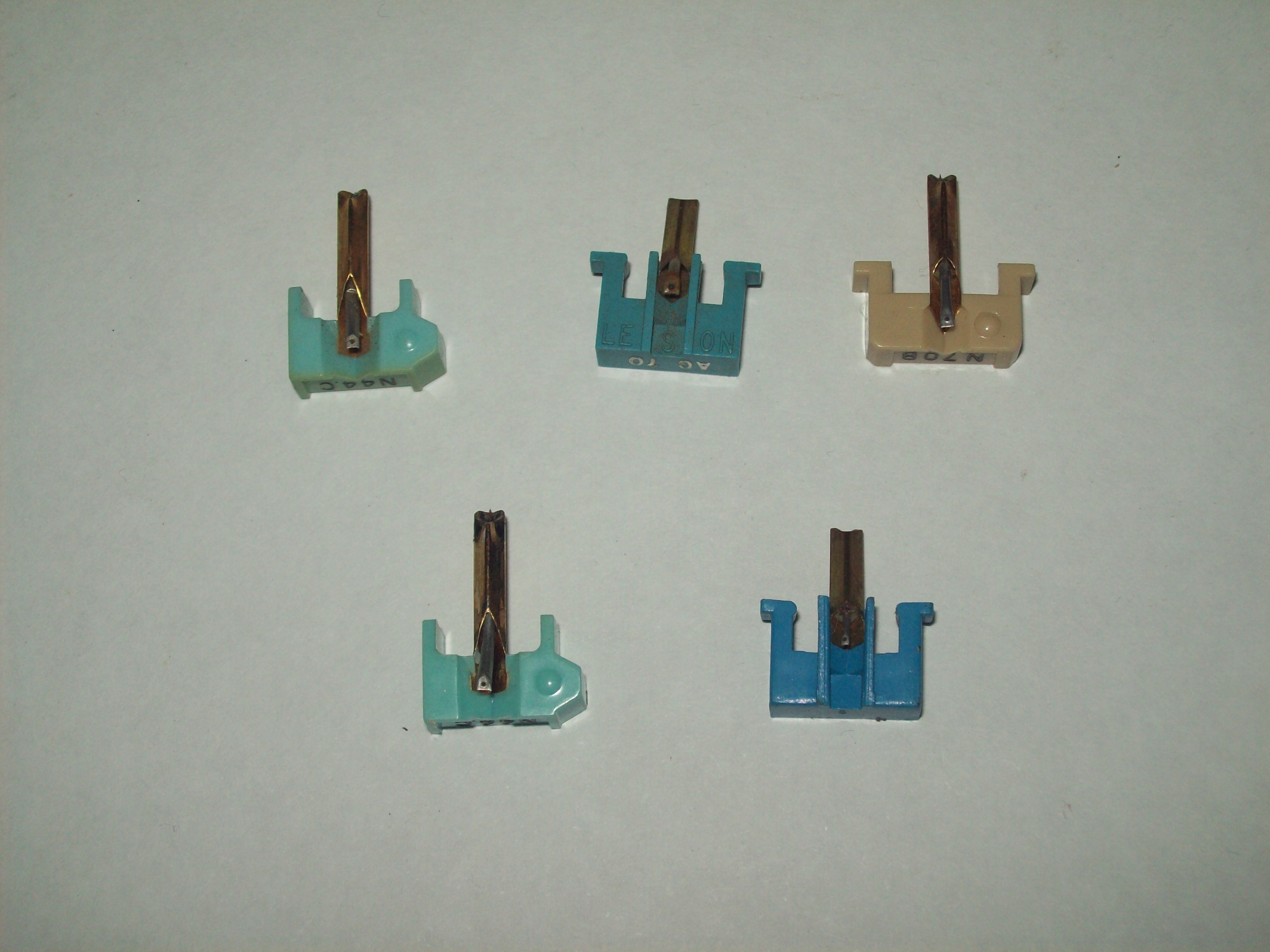
Különféle lejátszótűk

A hangszedőbe beépített lejátszótű méretei függenek a lejátszandó hanglemez barázdáinak méretétől. Más-más tű szükséges normál- vagy mikrobarázdás, mono, stereo, illetve quadro hanglemez lejátszásához. A lejátszótűk méretét jellemzi a legömbölyítési sugaruk. Annak függvényében, hogy elliptikus vagy körkörös hegyű tű használatos, egy vagy két legömbölyítési sugár adható meg. Ebből kifolyólag a következő méretű tűk használatosak:
- Normálbarázdás hanglemeznél r = 50...75 µm
- Mikrobarázdás mono hanglemeznél r = 20...25 µm
- Mikrobarázdás stereo hanglemezeknél
  - r = 12...16 µm (körkörös)
  - r = 5...7/12...25 µm (elliptikus)
  - r = 5...6/10...18 µm (bi-elliptikus)
- Mikrobarázdás quadro hanglemezeknél r = 6...8 µm (Shibata-tű)

### Lejátszási korrekció
A hanglemez lejátszásakor annak megfelelően kell a szükséges mélyhang-kiemelési és magashang-vágási korrekciót kialakítani, hogy a kapott jelleggörbe a hanglemez vágása során kialakított korrekciós jelleggörbe tükörképe legyen. 1970-től a hanglemezgyárak világszerte az IEC által ajánlott vágási és lejátszási 3180/318/75 µs időállandójú korrekciós jelleggörbét követték, a lejátszás során is ugyanezt kell megvalósítani. A frekvenciamenetben ennek köszönhetően három töréspont alakul ki: 50 Hz (3180 µs), 500 Hz (318 µs), 2122 Hz (75 µs).

## Minőségi jellemzők
A lemezjátszók minőségét mechanikai és elektroakusztikai paraméterekkel lehet jellemezni. A következőekben szereplő fogalmak elsősorban a Hi-Fi minőségű lemezjátszókra vonatkoznak.

### Mechanikai jellemzők

#### Lemeztányér átmérő
A hanglemezt forgató tányér mm-ben megadott átmérője. A lejátszási hangvisszaadás szempontjából ideális, ha a hanglemez teljes felületén felfekszik a lemeztányérra és nem ér rajta túl. Emiatt célszerű a legalább 300 mm-es átmérőjű lemeztányér használata.

#### A lemeztányér tömege
A közvetlen hajtású lemezjátszókat kivéve fontos szerepet játszik a lemeztányér tömege a fordulatszám-ingadozás csökkentésében, ez a tányér tehetetlenségéből és lendítőerejéből adódik. A kg-ban megadott értékből következtetni lehet ezekre a jellemzőkre. Hi-Fi minőségű lemezjátszóknál az 1,5-2 kg illetve ennél nagyobb tömegű lemeztányér használata az előnyös. Egyszerű, kommersz lemezjátszóknál csekély tömegű műanyag lemeztányérokat alkalmaznak.

#### A lemeztányér hajtása
A hajtási mód kivitele szerint lehet közvetlen dörzsáttételű, közvetlen szíjáttételű, közvetett szíjáttételű és közvetlen, motor-forgórészes. Elsőrendűen befolyásolja a fordulatszám-ingadozást és a mechanikai zajszintet.

#### Fordulatszám-ingadozás
A hanglemez lejátszásához szükséges percenkénti névleges fordulatszám százalékában kifejezett ingadozás, amelyet a csapágyakból, az áttételből és a terhelésből eredő fékezőerők, illetve a forgórészek excentrikussága (ütése) és a motor forgásának egyenetlensége vált ki. Az egyszerű felépítésű lemezjátszóknál ez az érték 0,5% körüli, Hi-Fi lemezjátszóknál kívánatos a 0,1% alatti érték.

#### Lejátszási fordulatszámok
A nemzetközileg egységesített percenkénti lemeztányér-fordulatszám, mely a hanglemez lejátszásához szükséges.

#### Anti-skating

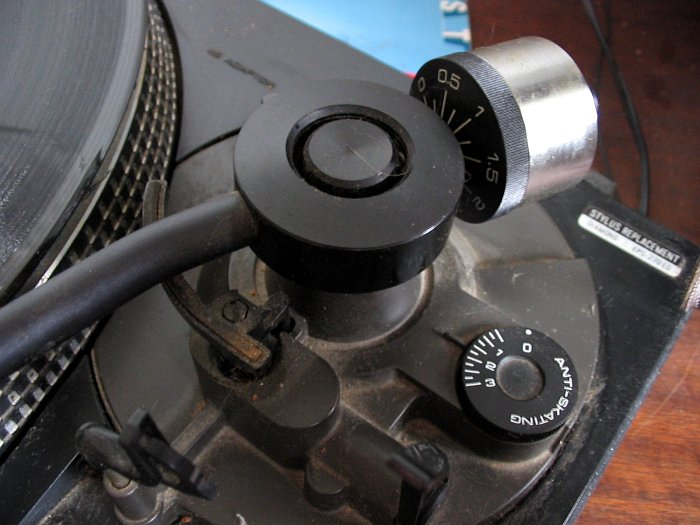
A lejátszókar végén lévő ellensúly és anti-skating szabályozó

Csupán a kis tűnyomóerővel működő Hi-Fi lemezjátszóknál keletkező skating-hatás kiküszöbölésére szolgáló, ellennyomatékot keltő szerkezet, amely a lejátszókar tehetetlenségéből eredő és a hanglemez középpontja felé mutató káros erőt ellensúlyozza ki. Hatékonysága cN-ban kifejezhető érték. Az anti-skating szerkezettel felszerelt lemezjátszón mindig a tűnyomóerővel megegyező cN anti-skating-erőt kell beállítani.

### Elektroakusztikai jellemzők

#### A beépített hangszedő frekvenciaátvitele
A hangszedőre jellemző frekvenciaátviteli sáv, a határértékek és a tűrési pontok feltüntetésével. A közhasználatú, átlagminőségű lemezjátszók hangszedőinél legalább 40...16 000 Hz, a Hi-Fi lemezjátszók hangszedőinél legalább 20...20 000 Hz a frekvenciaátviteli követelmény, ±3 dB-en belül.

#### Áthallás a csatornák között
A sztereo hangszedőben keletkező áthallás mértéke dB-ben, a mérőlemezen adott vágási sebességgel rögzített 1 kHz-es szinuszos jelét a lejátszáskor mérve, előbb A csatornán, majd B csatornán. Gyengébb minőségű hangszedőkben 20 dB, míg a jobb hangszedőkben 30...35 dB az áthallás.

#### Kimeneti impedancia
A hangszedő névleges kimeneti impedanciája. Kristály- és kerámia hangszedőknél ez rendszerint 0,5...1,5 MΩ közötti érték, mágneses és dinamikus hangszedőknél pedig 10...50 kΩ.

#### Kimeneti jelfeszültség
Az a legnagyobb hangfrekvenciás jelszint, ami a hangszedő kimeneti kapcsain mérhető, adott terhelőimpedancián, 0 dB-es, 1 kHz-en, adott vágási sebességgel rögzített jel lejátszásakor.

#### Állítható tűnyomóerő
A hangszedő lejátszótűjének és a hangszedőnek a minőségétől függő, és a névleges kimeneti jelfeszültség leadásához szükséges tűnyomóerő cN-ban kifejezett értéke. Mágneses és dinamikus hangszedőknél 0,5...2,5 cN, kristály- és kerámia hangszedők esetében 3...8 cN a szükséges tűnyomóerő. (Típusonként változó.)

#### Mechanikai eredetű zajszint
A közismert elnevezéssel dübörgésnek nevezett zaj a hanglemez lejátszása közben, a lemezforgató mechanika működése révén okozott mechanikai rezgések hatása a hangszedőre, melynek a kimenetén ez hangfrekvenciás zajfeszültségként mérhető, dB-ben kifejezhető érték. A mechanikai eredetű zaj csak a futómű forgásakor, a hanglemez és a lejátszótű érintkezése közvetítése által kerül a hangszedőbe. Mérése csak üres barázdában végezhető, a barázdazaj leszámításával.
Szíjhajtású lemezjátszókon a motor gondos tervezésével, rugalmas, zajcsillapító tartókon keresztüli felszerelésével a motor által létrehozott dübörgés gyakorlatilag nem hallható.

## A lemezjátszó felépítése
A lemezjátszó mechanikai és elektromos szerkezetek kombinációjából kialakított készülék, amelyeknek összehangolt működése teszi lehetővé a hanglemezre rögzített hanganyag lejátszását és megszólaltatását.
A fő mechanikai alkatrészek a következők: lemeztányér, hajtómotor, lejátszókar és váz. Az elektronikai alkatrészek: hangszedő, motoráramkör, vezérlő- és kapcsoló elektronika.
Kiegészítő mechanikai elemek: karlift, be- és kikapcsoló automatika, antiskating-szerkezet.

### A váz
A lemezjátszó alapját a váz képezi. Ez olcsóbb gépeken műanyagból, a komolyabbakon préselt acéllemezből készül. Erre vannak felszerelve a futómű egységei és a kiegészítők. A váz a készülék külső dobozához komolyabb gépeknél lágy, rugós felfüggesztéssel rögzül a zajok csökkentése céljából. A készülék szállításakor a sérülések megakadályozása céljából a vázat a rugókon keresztül fikszen lehet rögzíteni a dobozhoz. A legolcsóbb gépeken esetenként külön váz nem is található, minden a műanyag házra van felszerelve.

### A futómű
Futóműnek a lemezjátszó  azon mechanikai egységét nevezzük, mely lehetővé teszi a hanglemez egyenletes, ingadozástól mentes és adott fordulatszámon történő folyamatos forgatását. Három fő alkatrészből épül fel, ezek a lemeztányér, a hajtómotor és a forgatónyomatékot közvetítő elem. Szintén a vázra van felszerelve a kar, a karlift, a sebességváltó, valamint minden  egyéb kiegészítő berendezés.
A futóműveket a forgatónyomaték átviteli rendszere (a lemeztányér hajtásának módja) szerint lehet csoportosítani. Ez alapján létezik:
- közvetlen dörzsáttétellel hajtott,
- közvetlen szíjáttétellel hajtott,
- közvetett szíjáttétellel hajtott és
- közvetlen, motor-forgórészes tányérú futómű.

#### Közvetlen dörzsáttételű hajtás
Az olcsóbb lemezjátszókban szinte kivétel nélkül ezt alkalmazzák. A lemeztányér hajtására telepes lemezjátszókban centrifugálszabályozós egyenáramú elektromotort, a hálózati lemezjátszókban pedig váltakozó áramú aszinkron, vagy hiszterézis szinkronmotort használnak. Ezen motorok fordulatszáma 50 Hz-es hálózatnál percenként 1500...3000. A motortengelycsonkra felszerelt lépcsős tengelyvég és a lemeztányér belső pereme között gumiperemű bolygókerék közvetíti a forgatónyomatékot. Mivel a lemeztányér peremátmérője viszonylag nagy és a hajtómotor fordulatszáma is nagy, meglehetősen vékony tengelyátmérő adódik a 33 1/3 és 45 percenkénti fordulatszám biztosításához. Ez magában hordozza a közvetlen dörzshatású futómű legfőbb hátrányát is: a gumiperemű közlőgörgő deformálódási lehetőségét és ez ebből eredő sebességingadozást.
A közlőgörgő átmérője a fordulatszám szempontjából közömbös, mivel az egyik oldalon felvett elmozdulást a másik oldalon változatlanul adja le. Mégis a nagyobb átmérőjű közlőgörgő használata az előnyösebb, a sebességingadozás szempontja miatt.
Általában 0,1%-os fordulatszám-ingadozásnál kisebb nem érhető el közhasználatú dörzshajtású futóműnél. Fő hátránya a 100 Hz alatti hangok tartományába eső hangmagasság-ingadozás és a magas mechanikai zajszint (főként dübörgés), mely részint a motorból, részint az áttételi egyenetlenségekből adódik.
A közvetlen dörzshajtásnak két módszere terjedt el: egyik a függőleges motorfelfüggesztésű hajtás, amikor a motortengelycsonk függőlegesen áll, párhuzamosan a lemeztányér belső peremével, a forgatónyomatékot a kettő között, vízszintesen elhelyezkedő gumiperemű dörzstárcsa közvetíti. A másik a vízszintes motorfelfüggesztésű hajtás, amikor a motortengelycsonk vízszintesen áll és kúpos tengelyvég van rajta elhelyezve. Itt a gumiperemű közlőkerék áll függőlegesen és a forgatónyomatékot nem a lemeztányér belső peremére, hanem a belső lapjára közvetíti. (Ilyen megoldást alkalmaztak pl. a Lenco cég L 72 típusú lemezjátszójánál.)

#### Közvetlen szíjáttételű hajtás
A Hi-Fi lemezjátszók futóműveinél alkalmazott megoldás. A motor tengelycsonkjára szerelt szíjtárcsa és a lemeztányér között hajtószíj közvetíti a forgatónyomatékot. E futóműben a lemeztányér két részből áll: egy kisebb fém-, vagy műanyag tányérból, amelynek peremén fut a hajtószíj, és egy nagy fémtányérból (a lemeztányér), amely a kis tányérra fekszik fel. Legfontosabb követelmény a nagy lemeztányér-tömeg, amely a lendítőerőt biztosítja a tehetetlenségénél fogva.
A lemeztányér könnyű futásának alapvető feltétele a jó csapágyazás. Ezt biztosítja az alsó csőcsapágy, amelynek alján acélgolyó tartja a tengelyt.
A közvetlen szíjáttételű hajtás csupán kis fordulatszámú elektromotorokkal kivitelezhető. Hajtási célból főleg egyenáramú, tranzisztoros áramkörrel vezérelt fordulatszámú motorokat használnak. Ezeknek külön az az előnyük, hogy az áramköri vezérléssel változtatható a fordulatszámuk. A fordulatszám-változtatás lehetővé teszi a lemeztányér mindenkori terhelése szerint történő lassuló fordulatszám utólagos (lejátszás közbeni) korrigálását, ködfénylámpás stroboszkóp ellenőrzése mellett. Ezen hajtási módnál sokkal kisebb mechanikai eredetű zaj keletkezik, mint a dörzsáttételű futóműnél.
A felhasznált hajtószíj leggyakrabban körkörös vagy szögletes keresztmetszetű, de lapszíjat is gyakorta alkalmaznak.

#### Közvetett szíjáttételű hajtás
Ritkán alkalmazott hajtási mód. Egyik változata szerint a motortengelycsonkra szerelt szíjtárcsáról, egy szíjáttétellel hajtott gumiperemű dörzstárcsához közvetítik a forgatónyomatékot, majd ez a dörzstárcsa adja azt tovább a lemeztányérnak. Ezen megoldás jellegéből eredendően vegyes hajtási módnak számít, ahol a szíj- és dörzshajtás lehetőségeit kombinálják.
A másik változik szerint a motor tengelycsonkjain szíjtárcsa helyett lépcsős tárcsát alkalmaznak. Ehhez egy szíjperemmel ellátott gumiperemű közlőkerék nyomódik, az egyes sebességi fokozatoknak megfelelő közlőkerék nyomódik, az egyes sebességi fokozatoknak megfelelő lépcsővel kerülve kényszerkapcsolatba. A szíjperemről a lemeztányér belső peremén átvetett szíj fut körbe, ez közvetíti az állandó forgatónyomatékot.
Ezen hajtási módoknál a fordulatszám-finomszabályzás csak a motor fékezésével érhető el. A feszültségingadozás és a terhelésváltozás káros hatásának csökkentésére igen nagy teljesítményű aszinkron motort építenek be ezekbe a futóművekbe. Így tehát lehetőség van a finomszabályzás fékezéssel való megoldására, mivel a motornak van egy forgatónyomaték-tartaléka. Itt azonban csupán surlódásmentes fék alkalmazható, mint pl. az örvényáramú fék. A lépcsőstárcsa alján egy kb. 50 mm átmérőjű réz- vagy alumínium korongot helyeznek el, ami egy állandómágnes pólusai között forog. A mágnes helyzetének a változtatásával, vagy a mágneskör söntölése által változik az örvényáramú fékezőerő és ezáltal változik a motor terhelése, illetve ezzel együtt a fordulatszáma is.

#### Közvetlen motor-forgórészes hajtás
A kis fordulatszámú elektromotorok lehetővé tették a közvetlen hajtást, ezáltal a futómű felépítése is egyszerűbbé vált. Lényege egy 33 1/3/45 ford./perc fordulatszámmal működő, nyomtatott áramkörű váltakozóáramú motor. Ebben az álló tekercseket nyomtatott tekercselés helyettesíti, amely a nyomtatott áramkörhöz hasonlóan egy sík panelra van felszerelve. Ezen nyomtatott tekercselés felett egypont-kitámasztású tengelyen forog a korong alakú mágneses pólusokkal ellátott forgórész, s erre van ráhelyezve a nagy méretű lemeztányér.
A motor fordulatszámát tranzisztoros (integrált áramkörös) szabályozó áramkör vezérli, a lemeztányér pontos fordulatszámát stroboszkóp tárcsán lehet beállítani. A hanglemez-forgató mechanikák közül ennek a futóműnek van a legkisebb sebességingadozása.
Mivel a lemeztányér közvetlenül a motoron kap helyet, a motor mechanikai rezgéseitől nincs elszigetelve. A közvetlen hajtású lemeztányéron főleg a sebességkorrekciók miatt keletkeznek nagyobb rezgések, mivel a forgó tömeg sebességingadozásait csak nagy áramimpulzusokkal lehet kiegyenlíteni. Ezek olyan mechanikai rezgéseket keltenek, amelyek elsősorban a 20 Hz alatti tartományban növelik a mechanikai zajszintet.

#### Kvarc vezérlésű direkt hajtás
Az 1980-as évek elején gyorsan népszerűvé váltak a kvarc vezérléssel ellátott direkthajtású lemezjátszók. A lemezjátszó tányérján elhelyezett apró passzív jeladók alapján, a Hall-effektust kihasználva történik a fordulatszám megállapítása és korrigálása. A fordulatszám az ilyen gépek esetében a mérhetőség határáig pontos, ám mivel a sebesség szabályozása a motor folyamatos ki- és bekapcsolásával történik, ez főként a kitartott magas hangoknál egyfajta érdességet eredményez, ezért a magas hanghűség kedvelői körében ez a meghajtási mód hamar elveszítette a népszerűségét, hangját zeneietlennek tartották.

#### A sebességváltás
A legtöbb futóműben a 33 1/3 és 45 percenkénti fordulatszám biztosítása adott. A közvetlen dörzshajtású futóművekben ezt a motortengelycsonkon elhelyezett lépcsőstárcsa és a dörzstárcsa egymáshoz képest változtatható helyzetével állíthatjuk be, egyszerű mechanikai lépcsőváltással. Itt a hajtómotor fordulatszáma állandó, utólagos korrekciót eszközölni nem lehet.
A közvetlen szíjhajtású futóművekben kétféle lehetőség van sebességváltásra. Az egyszerűbb megoldás az, amikor a motortengelycsonkon elhelyezett kettős átmérőjű szíjtárcsán az egyik a kisebb, a másik a nagyobb sebességnek felel meg, s ezek egyikéből a másikba egy váltóvilla segítésével mechanikusan átdobva helyezzük a hajtószíjat. A másik módszer esetében a tengelycsonkon lévő szíjtárcsa egyetlen átmérővel rendelkezik, s a kétféle sebességet a motor fordulatszámának a növelésével, ill. csökkentésével érjük el, amikor a tranzisztoros vagy IC-s vezérlő elektronikát átkapcsoljuk. Az efféle sebességváltással működő futóművek sebessége elektronikus finomszabályzó segítségével folyamatosan változtatható.
A sebességváltás a közvetlen hajtású motor-forgórészes futóműnél csakis a motor fordulatszámának a növelésével vagy csökkentésével oldható meg.

### A motor
A futómű hajtására szolgáló elektromotorokat táplálás és működési jelleg szempontjából a következő csoportokba sorolhatjuk:
- váltakozóáramú aszinkron motor,
- váltakozóáramú szinkron motor,
- egyenáramú, nagy fordulatszámú motor,
- egyenáramú, kis fordulatszámú motor,

A váltakozóáramú aszinkron (indukciós) motor forgórészében réz vezetékdarabok helyezkednek el, egymással összekötött végekkel. A forgórészt körülvevő állórész mágneskörét kívülről tekercs fogja körül. Ha a tekercsbe áramot vezetünk, az állórészben forgó mágneses mező jön létre, ami a forgórészt forgatni kezdi.
Minden indítás alkalmával szükség van a mágnestér szimmetriájának a megbontására. Ezt vagy indítókondenzátorral (3...5 µF), vagy néhány, az állórészben elhelyezett rövidrezárt tekercsmenettel lehet megvalósítani.
A forgórész fordulatszáma mindig alacsonyabb, mint a mágneses mező fordulatszáma, azaz nincs vele szinkronban.
A névleges fordulatszám a tápfeszültségtől és a terhelés nagyságától függ. A szükséges állandó fordulatszám csak nagy nyomatéktartalékkal rendelkező motorral valósítható meg.
A váltakozóáramú szinkronmotorokat hiszterézis szinkronmotornak is hívják, ebben a forgórészt egy állandómágnes alkotja. Az állórészt tekercseiben a hálózati frekvenciával azonos frekvenciával lüktető mágneses mező jön létre, ami két, egymással szemben haladó körbeforgó mágneses tér eredőjének tekinthető. Ez a magyarázata annak, hogy a forgórész mindkét irányba képes forogni. A szükséges forgásirányt egy segédáramkörrel határozzák meg.
Legfőbb előnye, hogy a fordulatszám nem függ sem a hálózati feszültségtől, sem a terheléstől. Hátránya viszont az, hogy az állandómágnesű forgórész forgása közben pólusugrások keletkeznek. Ez azonban a pólusszám növelésével annyira csökkenthető, hogy az ebből eredő mechanikai rezgések jóval kisebbek, mint az aszinkron motornál.
Az egyenáramú, nagy fordulatszámú motorok felépítése épp ellentétes a váltakozóáramú motorokéval. Ezeknél a forgórészen kap helyet a tekercs, amibe az egyenáramot forgó érintkezőkön (kommutátorokon) keresztül vezetik. Az állórész pedig állandómágnes.
Az érintkezők a forgórész félfordulatainál periodikusan változtatják a tekercsben folyó áram irányát. A kommutálás alkalmával keletkező elektromos szikrázást az érintkezőkre kapcsolt feszültségfüggő VDR ellenállásokkal csökkentik, ez egyúttal az érintkezők élettartamát is jelentős mértékben növeli.
Az egyenáramú motor forgatónyomatéka arányosan nő az áramfelvétellel, a fordulatszáma nagymértékben feszültségfüggő. A stabil fordulatszámot ezen motorfajtáknál a lemezjátszókban úgy biztosítják, hogy egy feszültség- és egyben fordulatszám-stabilizáló áramkörrel szerelik fel, mely állandó feszültséget és áramot biztosít a tápláláshoz.
Általában az elektronikus fordulatszám-szabályozást, ill. -változtatást is ezzel az áramkörrel oldják meg.
Az egyenáramú motorok korszerűbb fajtája az érintkezők nélküli, elektronikus kommutálású motor, amelyet mechanikai felépítése a hiszterézis szinkronmotorhoz hasonló.
A táplálásra szolgáló egyenáram irányát egy tranzisztoros áramkör változtatja félfordulatnyi periódusonként. Ezekben rendszerint folyamatosan fordulatszám-változtatásra is alkalmas szabályozó áramkör is működik.
A közvetlen hajtású motor-forgórészes futóművek motorjai szintén elektronikus kommutálású típusok.

### A lemeztányér
A lemeztányér a hanglemezt fogadó egység. Általában bronzcsapágyon keresztül van a vázhoz rögzítve, a nehezebb tányérok csapágya alatt golyóval. A motorhoz a tányér gumigörgőn, vagy ékszíjon keresztül csatlakozik. Anyaga többféle lehet. Olcsóbb lemezjátszókon egészen kis tömegű műanyagból készül, komolyabbakon többféle megoldást alkalmazhatnak. Gyakori a szíjat fogadó műanyag alap, melyre nagyobb tömegű tányér van ráhelyezve. Ez többnyire acélból készül, de egyes gépeken üveg, vagy akril tányér is előfordul. A vélekedés szerint a nehezebb tányér egyenletesebb forgást, így zeneibb hangot eredményez. A tányér a felső részén a lemezt kímélő, olykor rovátkolt  gumiborítást kap. Egyes gépeken a gumiborítás speciális antisztatikus anyagból készül a feltöltődés megakadályozása céljából. A tányér szélén a fordulatszám kézi szabályozásához rovátkolt stroboszkóptárcsa, alján a mechanikus kikapcsoláshoz pöcök lehetséges. 
Direkt hajtású gépeken a tányér többnyire könnyű anyagból készül, a fordulatszám érzékeléséhez úgynevezett Hall-elemeket tartalmaz. A motor ebben az esetben a lemeztányért közvetlenül hajtja, ékszíj és gumigörgő nincs.

### A lejátszókar

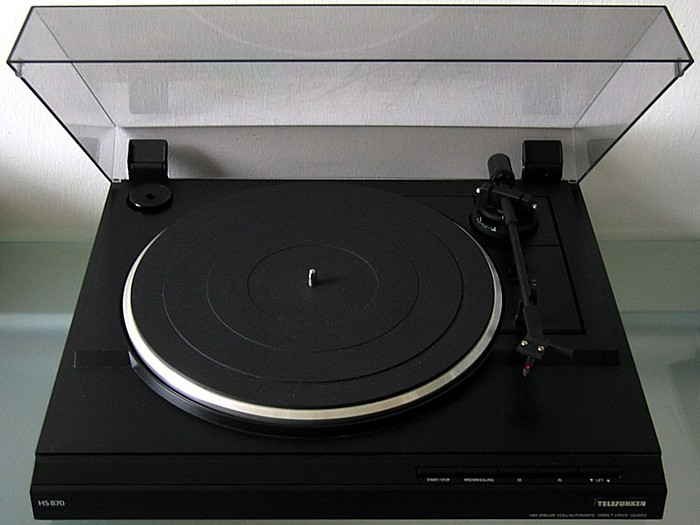
Egyenes szárú lejátszókarral felszerelt Telefunken lemezjátszó

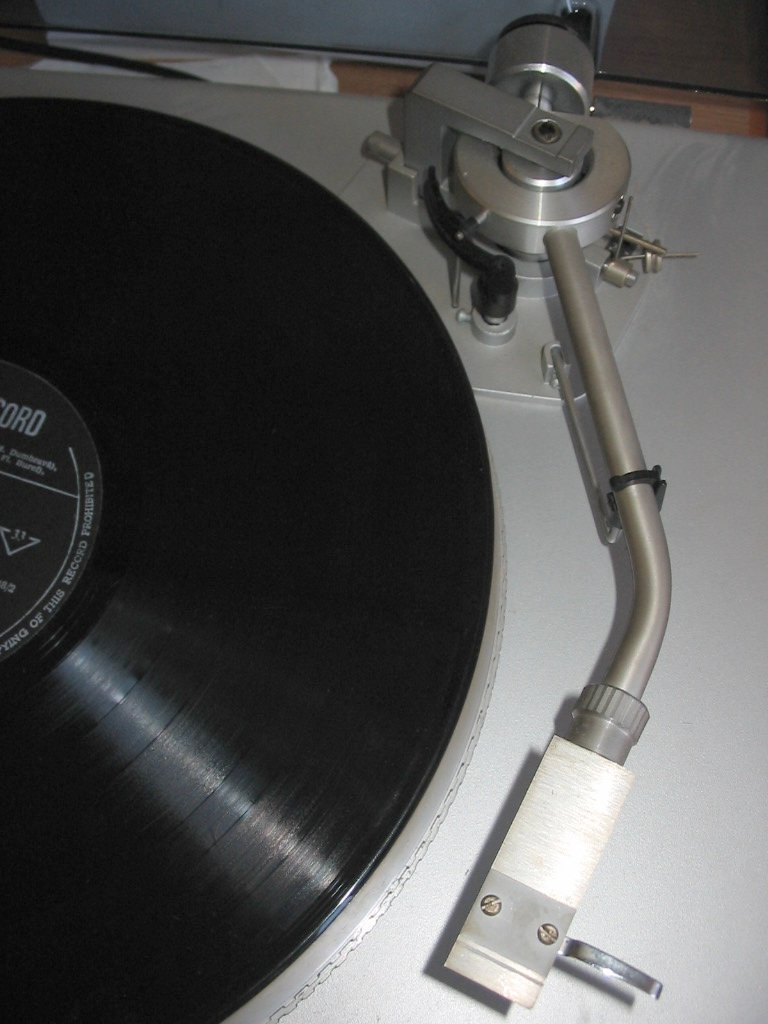
Egy irányba tört lejátszókar

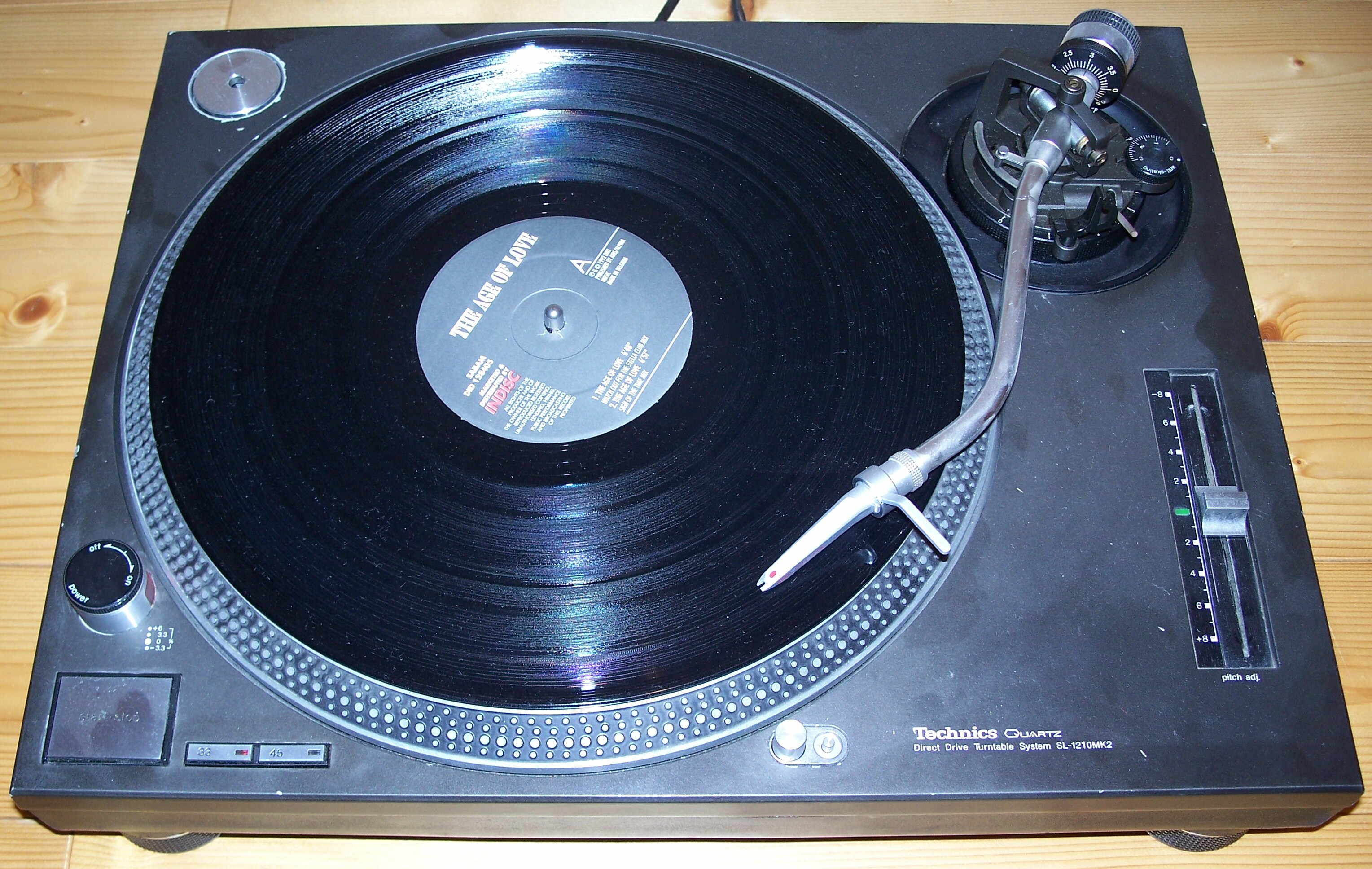
Két irányba tört lejátszókarral (S-karral) felszerelt Technics lemezjátszó

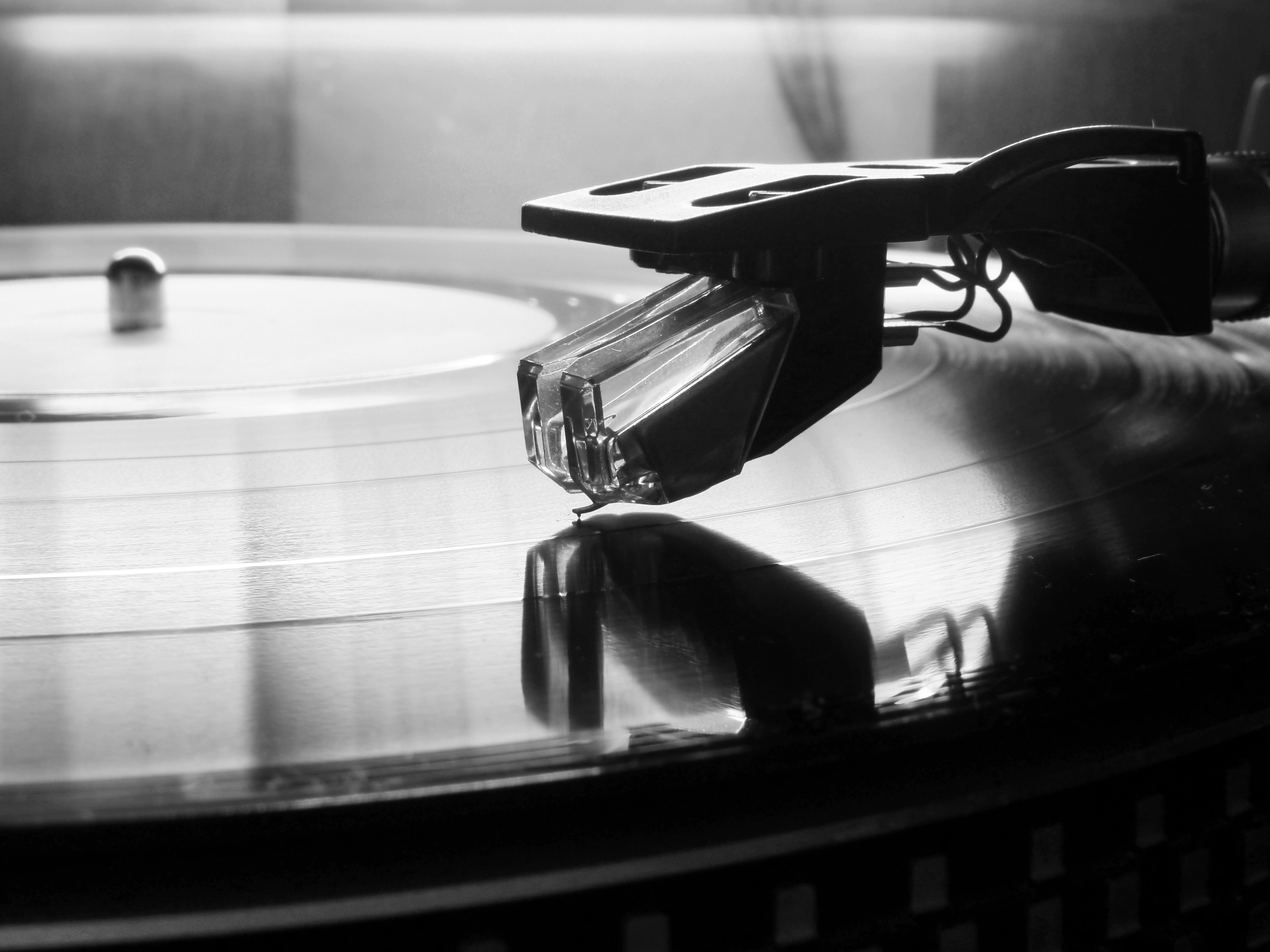
Hangszedő

A lejátszókar vezeti végig a forgó hanglemez barázdáiban a hangszedőt, geometriailag meghatározott helyzetben. A lejátszókarok hossza nagymértékben befolyásolja a lejátszott hangbarázdából kapott hangminőséget is. Általános háromféle karhosszúságot alkalmaznak a jó minőségű, közhasználatú és Hi-Fi lemezjátszókban:
- 10" = 254 mm
- 12" = 304,8 mm
- 16" = 406,4 mm

Ahhoz, hogy egy lejátszókar maradéktalanul megfeleljen a hanglemez barázdáinak letapogatására, az alábbi követelményeknek kell megfelelnie:
- A hangszedő hossztengelye minden pillanatban érintőleges legyen a körbenfutó barázdával, azaz a hangszedő hossztengelye és a lemezek a lejátszótű pontján átfutó sugara egymással derékszöget zárjon be.
- A tűhegyre és a barázdafalra kizárólag olyan erő hasson, ami a moduláció lekövetéséhez elengedhetetlenül szükséges. Tehát a lejátszókar effektív tömege minél kisebb legyen, tehetetlenségi nyomatéka pedig elhanyagolhatóan kicsi.
- A lejátszókar sem mechanikus, sem elektromos hatással ne befolyásolja a lejátszási frekvenciamenetet (avagy a lejátszókar semleges legyen a lejátszás elektromechanikai folyamatában).
- A lejátszókarnak biztosítania kell, hogy a hozzá rögzített hangszedő tűjének a hegye a lejátszás folyamán a barázda két oldalfalát állandóan érintse, s ez a kapcsolat még egy pillanatnyi időre se szűnjön meg.

A hanglemez lejátszásakor az a követelmény, hogy a lemez vágásakor fennállt elektromechanikai állapotot reprodukáljuk. A lakklemezt vágó szerkezet vágófeje egy egyenes vonal mentén, pontosan a lemez sugarának az irányában halad a külső kerülettől a belső felé, ezzel folyamatos csigavonalban vágja a hangbarázdákat.
A lemezjátszók többségénél viszont az egy pont körül elforduló lejátszókarok vezetik a hangszedő tűjét a barázdában. Ha a hangszedő úgy van felszerelve a lejátszókar végére, hogy hossztengelyeik egybeesnek, akkor csupán egyetlen lemezsugáron követi pontosan érintőlegesen a barázdát, míg ettől kifelé és befelé a barázdaérintő és a hangszedő hossztengelye között eltérés adódik, amit vízszintes lekövetési szöghibának hívnak. Ez minél nagyobb, annál nagyobb a lejátszott hang harmonikus torzítása és a sztereó csatornák közötti áthallás mértéke.
A vízszintes lekövetési szöghibára csak a lejátszott barázdakör sugara, ill. a tű és a kar forgáspontja közötti távolság effektív hossza gyakorol befolyást. Végtelen hosszúságú lejátszókar esetében a szöghiba megközelíti a 0°-ot, ez azonban a gyakorlatban megvalósíthatatlan.
A szöghiba csökkentésére kétféle módszer kínálkozik az egy pont körül elforduló lejátszókaroknál. Egyfelől a lejátszókart a hosszirányához képest a lemez belseje felé mutató szögben kismértékben megtörik; másfelől a tűhegy és a kar tengelyének távolságát (az effektív karhosszt) hosszabbra készítik a lemezközéppontja és a kar forgástengelye közötti távolságnál.
Ebből alakult ki a háromféle karhosszúság is. A vízszintes lekövetési szöghiba nagyságát a hanglemez sugarától függően adják meg. Ez azért szükséges, mert egy lemezoldalra vonatkoztatva ezen szöghiba miatt a belső, kisebb átmérőjű barázdaköröknél nagyobb torzítás keletkezik, mint a külső, nagyobb átmérővel rendelkező barázdakörök lejátszásakor.
Több lemezjátszótípusban olyan lejátszókart alkalmaznak, mely a szabványos méretektől eltér.
Az egyszerű, rövid karok egyenes fémcsőből, elsősorban alumíniumból készülnek, melynek egyik végén az egypont-rögzítésű forgó csapágyszerkezet található, másik végén pedig meghatározott törésszögben felerősítve áll a hangszedőtartó kagyló.
Az ilyen egyszerű karba rugós szorítóbilinccsel erősítik és rögzítik be a hangszedőt. A precízebb megoldás a bajonettzáras hangszedőrögzítés, melyet az egyszerűbb lejátszókaroknál is alkalmaznak.
A Hi-Fi lemezjátszókban legalább 10"-os szintén könnyű fémből készített lejátszókarokat használnak, amelyeket három alak szerint préselnek:
- egyenes szárú,
- egyirányba tört szárú,
- két irányba tört szárú (ún. "S" kar).

Az egyenes szárú lejátszókarok a Hi-Fi lemezjátszókban is hasonlók a rövidebb, olcsóbb lejátszókarokhoz, csak azoknál hosszabbak és jobb a csapágyazásuk. A kar végén a hangszedőtartó kagylót nem bontható rögzítéssel erősítik fel, s csavarral rögzítik benne a hangszedőt.
Az egy irányba tört szárú karoknál nem a hangszedőtartó kagylót illesztik bizonyos szögben az egyenes kar végéhez, hanem a karnak a szárát törik meg, a csapágyazástól számított körülbelül 2/3-ad hossznál, 15...25°-os szögben, a csapágyazás felől nézve, jobbra hajlítva. Ezen hangszedőkar legrégebbi képviselője az angol SME cég Hi-Fi lejátszókarja, amely egy egységet alkot csapágyazással és tartószerkezetével együtt, karliftet is tartalmaz és könnyűszerrel beépíthető az ezen célra alkalmas Hi-Fi lemezjátszókba. Ennek mintájára több külföldi cég is gyártott hasonló kivitelű lejátszókarokat. Eme külön egységként gyártott lejátszókarok egyik érdekessége a légdugattyúval működtetett karlift, ami a lejátszókar csapágyának a tövében található és a kar lassú, egyenletes leengedését segíti.
A két irányba tört szárú lejátszókarokat a köznyelvben S-karnak hívják. Ezek a tengely körül elforduló lejátszókarok közül a lehető legkisebb barázdakövetési szöghiba mellett vezetik a hangszedőt a barázdában.

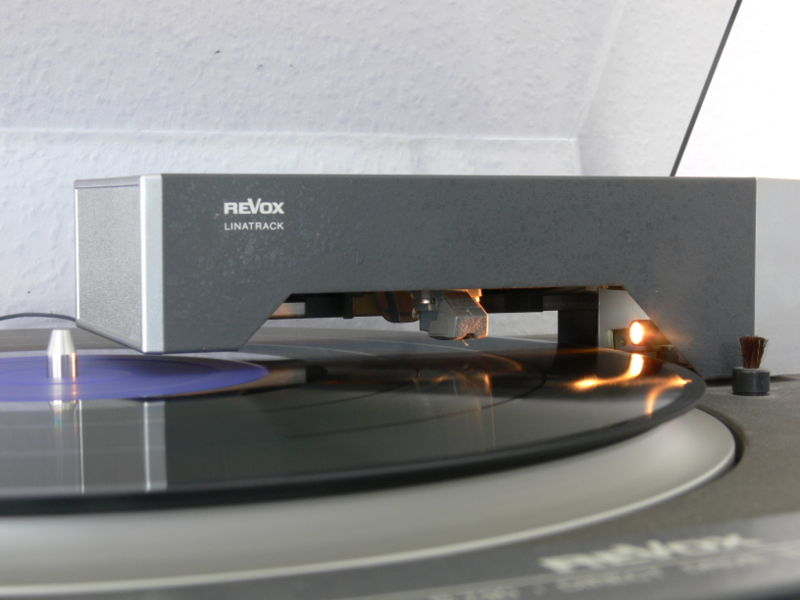
Tangenciális lejátszókar

Az egy pont körül elforduló hagyományos felépítésű lejátszókarok mellett gyártanak ún. "tangenciális lejátszókart" is, amely működésében a vágófejhez hasonló vezetést biztosít a hangszedőnek és a tűnek. Ilyen típust gyártott többek között a Rabco, a Bang & Olufsen valamint a Revox cég is.
A következőképpen működik: a tangenciális lejátszókar hátsó pontja párhuzamosan halad a lemez sugarával, a külső átmérőtől a belső irányába. Ezáltal a karon levő hangszedő minden barázdát derékszög alatt érint. A kar előtolását elektronikai áramkör végzi, azonban a változó barázdaemelkedés miatt nem folyamatos egyenletességgel, hanem pillanatról pillanatra változóan, szakaszosan. Amint a tű néhány tized mm-t halad befelé a barázdában, a karon levő elektromos érintkezők záródnak és az előtolást végző szervomotor ismét merőleges helyzetbe húzza a lejátszókart. Ezzel a módszerrel érhető el a legkisebb vízszintes lekövetési szöghiba. A bonyolult mechanika és a költséges vezérlő elektronika miatt azonban ez a megoldás nem terjedt el szélesebb körben.
Kezelési szempontból egyetlen hátránya van, nevezetesen hogy az egypont körül elforduló karokkal ellentétben a hanglemezen kiválasztott egyes szakaszok gyors lejátszása nehézkesebb és lassabb.
A lejátszókart nem szabad kézzel helyezni a hanglemez fölé, mivel a vékony lejátszótű könnyen megrepedhet, vagy eltörhet, ha véletlenül ráesik a kar a lemezre. Ennek elkerülése végett karleengedő liftet építenek be. Kikapcsolt állapotban, vagy a futómű beindítása után a lejátszókar tövében egy támasztóhíd tartja fel a kart. Amikor a lemez fölé helyezzük, kb. 10...20 mm magasságban van a tű a lemez fölött. A híd egy kapcsolókar (liftkar) elmozdítását követően lassan és egyenletesen engedi le a kart, vele együtt pedig a lejátszó tűjét a barázdába. Ez a lassú leengedés feszítés- és rezdülésmentes mechanikai kapcsolatfelvételt biztosít a hangbarázda és a tű között, illetőleg a végigjátszott lemezoldal végén lehetővé teszi a lejátszókar egyenletes, rezdülésmentes felemelését is, ezáltal a lejátszótű egyenletesen emelkedhet ki a barázdából.

### A vezérlő elektronika
Az egyszerűbb kivitelű lemezjátszóknál a futóművet hajtó motor áramköre egy kapcsolón keresztül közvetlenül csatlakozik a hálózatra, vagy egy leválasztó-transzformátorra. Azonban a nagyobb teljesítményű Hi-Fi lemezjátszókban olyan hajtómotorokat alkalmaznak, amelyeknek a fordulatszámát feszültségstabilizáló elektronikus áramkör vezérli. Ez a névleges fordulatszám stabilizálása mellett arra is lehetőséget nyújt, hogy széles tűréshatárok között folyamatosan is szabályozhassuk a lejátszási sebességet, és változtatni tudjuk a névleges fordulatszámot. A fordulatszám-szabályozó áramkörök vezérléstechnikailag három csoportra oszthatók:
- Az egyszerűbb megoldás szerint a motor fordulatszámát nagy pontosságú áramkör vezérli, azonban ennek működését nem befolyásolja sem a motor, sem a tányér tényleges fordulatszáma. Ez a módszer elsősorban a terheléstől független fordulatszámú szinkronmotoroknál használható.
- A terhelésre érzékeny hajtómotoroknál a motortengely fordulatszámával arányos jelet visszacsatolva, egy szabályozó és összehasonlító áramkör határozza meg a mindenkori terhelés függvényében a szükséges fordulatszámot. Ennél jobb az a megoldás, amikor a fordulatszám-hibajelet a lemeztányér fordulatszáma alapján állítják elő. Ez utóbbi megoldás alkalmazható kizárólag a közvetlen hajtású lemeztányéroknál is.
- Az elektronikus kommutálású hajtómotorok és a közvetlen hajtású lemeztányérok motorjainak esetében a motor forgását nagyfrekvenciás vagy Hall-generátoros elektronikus áramkör biztosítja.

A motor vezérlésére beépített áramkörök a rendeltetésüktől lehetnek diszkrét áramkörös, tranzisztoros felépítésűek illetve integrált áramkörösek. A lejátszási fordulatszám szabályozása elvégezhető az áramkörbe iktatott és szabályozókarral kivezetett potenciométerrel. A mindenkori fordulatszámot a legtöbb lemezjátszóban nincs lehetőségünk ellenőrizni.

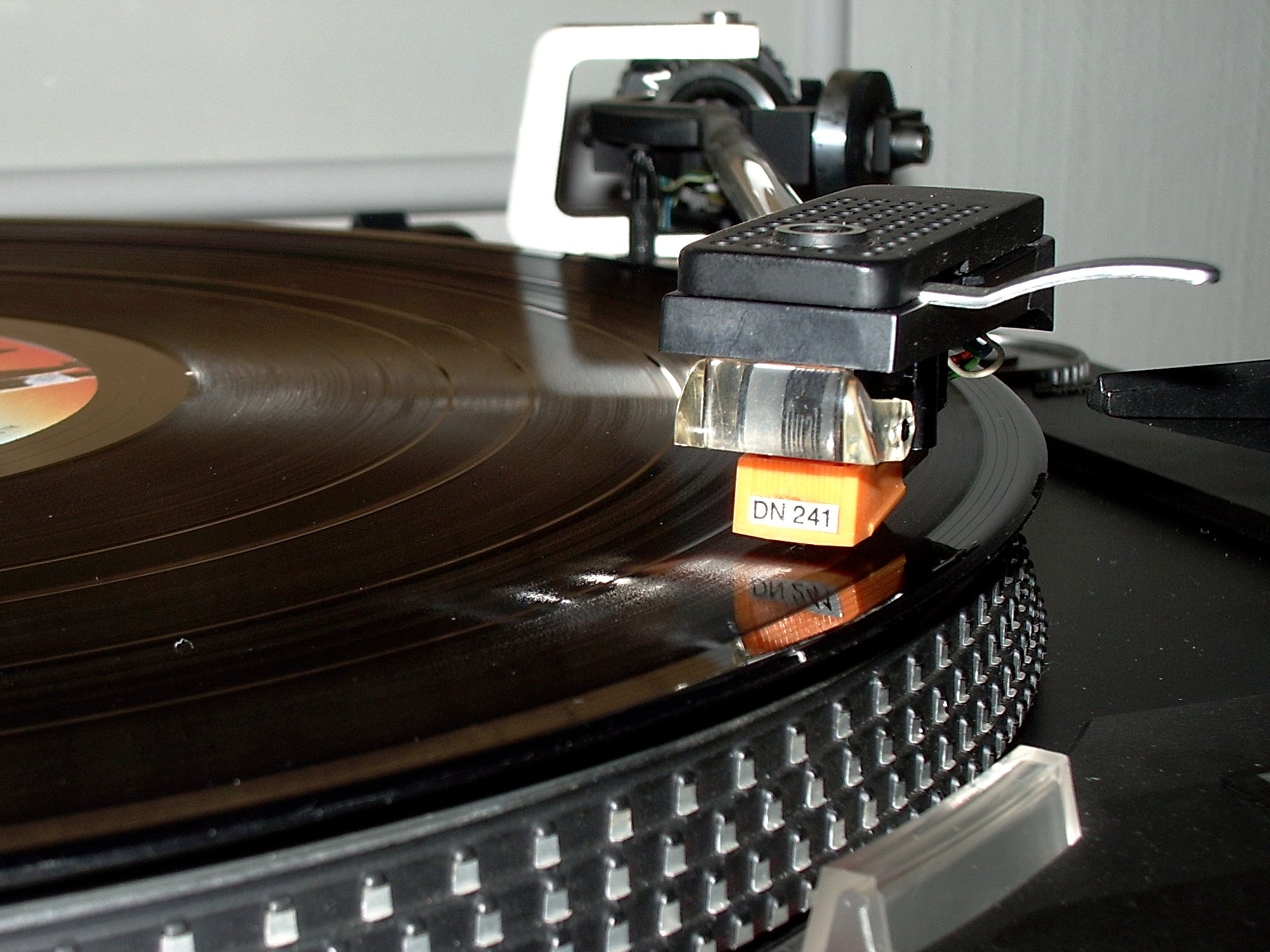
Stroboszkóptárcsával felszerelt lemezjátszó

Mind az egyszerűbb kivitelű, mind az igényesebb Hi-Fi készülékeknél is csak stroboszkóptárcsa áll rendelkezésre, melyet egy ködfénylámpával megvilágítva, csupán a beállítandó szinkron-fordulatszám pontosságát olvashatjuk le. A névlegestől nagyobb fordulatszámnál a szinkronvonások a tányérral megegyező irányba haladnak, kisebb fordulatszámnál pedig vele ellentétesen. Ha a névleges sebességgel forog a lemeztányér, a vonások egy helyben állnak, s nem vándorolnak sem előre, sem hátra.
A korszerű digitális áramkörrel kiegészített lemezjátszókban a mindenkori fordulatszámot nem stroboszkóptárcsán, hanem LED számjegyes kijelzőn olvashatjuk le. Itt a pontos eltérést is számjegy mutatja.
Az elektronikus fordulatszám-vezérlő áramkörök korszerűbb formája az integrált áramkörös elektronika használata. Pl. a Lenco L 85 IC típusú lemezjátszóban a motor fordulatszámát háromszögjel-generátorral vezérelt elektronika szabályozza. Ennél a megoldásnál 16 pólusú szinkronmotort alkalmaznak, amely számára két integrált áramkörből álló generátor állítja elő a feszültséget.
A motorvezérlő elektronikai áramkörök mellett egyéb kiegészítő áramköröket is alkalmaznak, mint pl. a  végálláskapcsoló elektronikát. Ezeknek leggyakrabban előforduló változatai az induktív és optoelektronikai érzékelővel vezérelt, végálláskapcsoló elektromos áramkörök.

## Lemezjátszófajták
A felhasználási csoportosítás szerint megkülönböztetett lemezjátszók közül az amatőr hangtechnikában sem alkalmazzák a gyermek-lemezjátszót, a hordozható telepes lemezjátszót, a hordozható hálózati lemezjátszót és az automatikus hálózati lemezjátszót.
A közhasználati, vagyis nem stúdiócélra gyártott lemezjátszók két fő kategóriája a
- hálózati asztali lemezjátszó, és a
- Hi-Fi lemezjátszó.

Mindként fajta nagyobb minőségi igények kielégítésére alkalmas. A hálózati asztali lemezjátszók hangvisszaadási minősége ugyan nem éri el, de megközelíti a Hi-Fi hangvisszaadás minőségi követelményeit. Ide tartoznak a különböző kristály- és kerámia hangszedőkkel működő, dörzsáttétellel hajtott lemezjátszók. Alapvető megkülönböztetéssel két fajtájuk ismert:
- végerősítő nélküli,
- végerősítővel egybeépített.

A Hi-Fi kategóriába sorolható lemezjátszók között is számos minőségi fokozat különül el. Azonban minden típusnak van egy közös vonása, nevezetesen, hogy minőségi jellemzőik elérik vagy éppen túlszárnyalják a Hi-Fi szabványban előírt technikai minimumot. E készülékek között is szerepel több végerősítő, illetve előerősítő nélküli típus, ugyanakkor gyártanak végerősítővel egybeépített Hi-Fi lemezjátszókat is. Ennek alapján azonban nem teszünk különbséget meg a Hi-Fi lemezjátszók között, mivel a végfokozattal való egybeépítés nincs hatással a minőségi követelmények rendszerére.

### Végerősítő nélküli lemezjátszók
A végerősítő nélküli lemezjátszók felépítése egyszerű, régebbi elnevezéssel „sasszi”-nak is hívják őket. Ezek a készülékek futóművel, lejátszókarral, beépített hangszedővel rendelkeznek, illetve annak feszültségkivezetését tartalmazzák. A teljes egységet rendszerint műanyag vagy fakávába építik be, az előlapra pedig plexitető hajtható.
Ezen lemezjátszók rendszerint nem tartalmaznak különleges szolgáltatásokat, a kikapcsoló és karemelő kivételével pedig automatikát sem. A beépített hangszedő egyszerűbb típusoknál kristály- vagy kerámiatípus, az igényesebb kivitelűeknél mágneses. Beépített előerősítőt csupán néhány mágneses hangszedővel ellátott típusnál alkalmaznak.
A kristály- és kerámia hangszedőkről közvetlenül feszültségkimeneti csatlakozást készítenek, amit egy önpólusú mignon-tuchelbe kötnek be. Az előerősítővel ellátott mágneses hangszedők kimeneti jelfeszültségét az erősítő kimenetéről vezetik a tuchel aljzatba.
A futóművet többnyire hálózati aszinkron motor hajtja dörzsáttétellel, ritkább esetekben szíjáttétellel. A lejátszási fordulatszám 45 és 33 1/3. A fordulatszám-finomszabályozás nem lehetséges. Fordulatszám-ingadozásuk 0,2...0,4% között van. Egyes típusoknál a régi normálbarázdás lemezek lejátszásához szükséges 78 percenkénti fordulatszám is beállítható.
Ezen készülékfajták üzemeltetésével kapcsolatban viszonylag kevés szakismeret is elegendő. A mindenkori tűnyomóerőt a lejátszókar végén elhelyezett ellensúly előre-hátra történő mozgatásával lehet beállítani, a kétirányú mozgást egy kis csavarral idézhetjük elő. A szükséges tűnyomóerőt mindig a beépített hangszedő működési jellege és fajtája határozza meg. Az erre vonatkozó adatot minden esetben mellékelik a szakleírásban vagy a kezelési útmutatóban.
A végerősítő nélküli közhasználatú lemezjátszók közepes hangminőséget biztosítanak, viszonylag nagy fordulatszám-ingadozással működnek. Hi-Fi hangvisszaadásra emiatt alkalmatlanok.

### Végerősítővel egybeépített lemezjátszók
A végerősítőt is tartalmazó lemezjátszók mechanikai rendszerét aszerint alakítják ki, hogy az a beépített erősítővel egységben legyen. A nagy teljesítményű végfokozatokkal működő lemezjátszót többletszolgáltatásokkal egészítik ki, ún. "luxusjelleget" adnak a készüléknek. Ám ez nem jelenti azt, hogy az efféle készülékek Hi-Fi minőségű lejátszásra is alkalmasak.
A beépített futóművet dörzsáttételű vagy szíjhajtással hajtja a hálózati aszinkron motor, vagy a hiszterézis szinkronmotor. A fordulatszám stabilizálásra alkalmas elektronika beépítve nincs, fordulatszám-szabályozás nem lehetséges.
Az alkalmazott lejátszókar megközelíti vagy eléri a minimális 10"-os hosszúságot. A beépített hangszedő jobb minőségű kerámia, vagy mágneses típus.
A lejátszókart mechanikai vagy légdugattyús karlifttel látják el, de többnyire felszerelik automatikus végálláskapcsolóval és karfelemelő automatával is.
A beépített végerősítők elektroncsövesek, tranzisztorosak vagy integrált áramkörösek lehetnek. Annak függvényében, hogy a beépített hangszedő nagy jelszintet vagy kis jelszintet szolgáltat, a következő fokozatokkal rendelkezik a beépített erősítő.
Nagy jelszintű kerámia hangszedő esetében: feszültségerősítő és hangszínszabályozó fokozat, meghajtófokozat, végfokozat. A kerámia hangszedővel működő végerősítőben nincs különválasztott magas és mélyhangszín-szabályozó, hanem egyfokozatú, ún. "univerzális hangszínszabályozó" működik. Kezelőszervei: hangerő-szabályozó, hangszínszabályozó, balansz-szabályozó. Egyes típusokat ellátnak még ún. "dübörgés"- vagy rumpliszűrővel, a mély hangú zavarjelek vágására.
A feszültségerősítő kimenetről vagy közvetlenül a hangszedőről magnófelvételi csatlakozást vezetnek ki, ötpólusú mignon-tuchelre. A kivezetés a beépített végerősítő hangerő-, hangszín- és balansz szabályozóját megelőző fokozatból csatlakozik ki, azaz ezek a szabályzása a magnófelvételre nem lesz hatással.
A végerősítő kimenetéről két külső hangdoboz vagy fejhallgató táplálható. A fejhallgató csatlakoztatásakor a hangszórók táplálása automatikusan megszűnik, azaz a kimenetről lekapcsolódnak.
A kis jelszintű mágneses hangszedő használata mellett előerősítő, feszültségerősítő és hangszínszabályozó fokozat, meghajtófokozat és végfokozat működik a lemezjátszóban. A hangszín szabályozására többnyire különválasztott magas- és mélyhangszín-szabályozót építenek be.
Kezelőszervei: hangerő-szabályozó, magashangszín-szabályozó, mélyhangszín-szabályozó, balansz-szabályozó. Egyes típusokban dübörgésszerű, magashang-vágó (sercegésszűrő) és középhang-kiemelő-, illetve -vágó kapcsoló is van.
Az előerősítő kimenetéről magnófelvételi csatlakozást vezetnek ki mignon-tuchel kimenetre. Ezen feszültségkimenet lineáris jellegű, a beépített szabályozószervek egyike sem hatásos benne. Ugyanakkor az előerősítő korrekciója szerinti jelfeszültség rögzíthető magnószalagra, tehát további korrekcióra szükség már nincsen.
Mivel a hangszedők mindegyike sztereó lejátszásra alkalmas, a beépített erősítőrendszer is sztereó hangközvetítést tesz lehetővé.
A kisebb teljesítményű végerősítők 2 x 5...10 W szinuszos teljesítményt szolgáltatnak, a nagyobb teljesítményűek pedig 2 x 20...25 W-ot. Minőségi jellemzőik megközelítik a Hi-Fi hangátvitelt, azonban a lemezjátszó mechanikai működése a legtöbb típus esetében minőségi hiányosságokról tesz tanúbizonyságot.

### Hi-Fi minőségű lemezjátszók

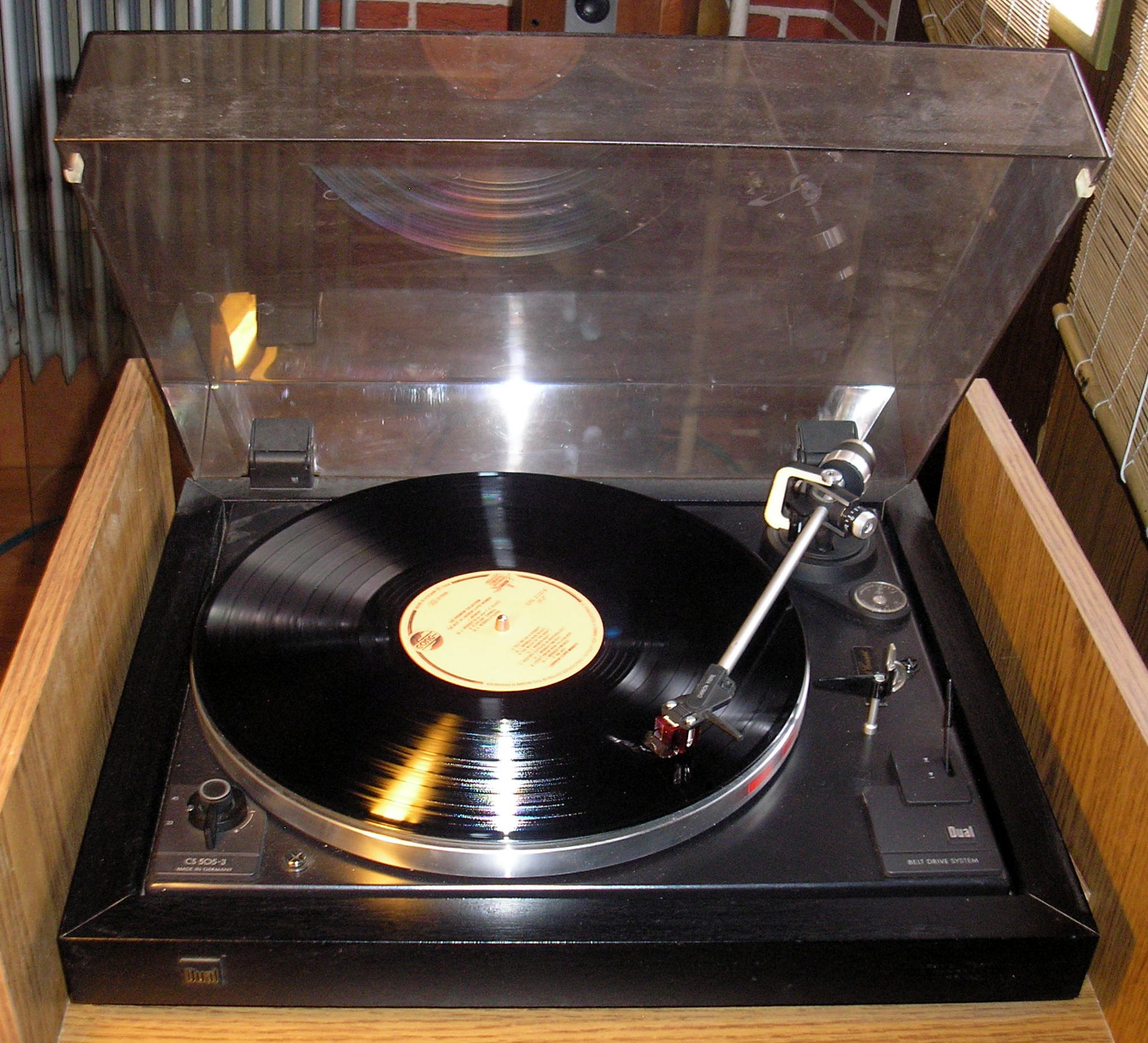
Dual 505-3, az 1980-as évek végének világszerte népszerű Hi-Fi lemezjátszója

A Hi-Fi szabvány normáinak megfelelő lemezjátszók többségét elő- és végerősítő nélkül gyártják. Régebben kisebb számban készítettek végerősítővel egybeépített típusokat is, az 1970-es években pedig elterjedt a Hi-Fi kompakt, ami a lemezjátszón és a végerősítőn kívül kazettás magnót és rádiót is tartalmaz. A 2000-es években még erősítővel gyártott lemezjátszók kommersz alapgépnek tekinthetők. 
A Hi-Fi lemezjátszókat kivétel nélkül mágneses vagy dinamikus hangszedővel szerelik fel. A futómű legalább 300 mm átmérőjű, nagy tömegű lemeztányérral működik, amelynek a hajtását hiszterézis szinkronmotorral vagy finomszabályozóval is felszerelt, fordulatszám-szabályozóval vezérelt egyenáramú elektromotorral látják el. A mechanikát végálláskapcsolóval, automatikus karfelemelővel, esetleg karkiemelőrendszerrel is ellátják.
A lemeztányér hajtása szinte kizárólagosan szíjáttétellel működik. Az 1970-es években elterjedt a közvetlen hajtású futómű is. A lejátszási fordulatszámok többnyire 45 és 33 1/3 percenként. A sebességváltás szíjátdobással vagy a motor fordulatszám-változtatással lehetséges, mely az áttétel jellegétől függ.
Az alkalmazott lejátszókarok hossza legalább 10", vagy annál hosszabb. Az 1970-es években elterjedt a két irányba tört kar (S-kar) használata, ezen időtől fogva a nagy teljesítményű Hi-Fi lemezjátszókat általában S-karral szerelték fel. A lejátszókart állítható ellensúllyal, többnyire, de nem kizárólag bajonettzáras hangszedőtartó kagylóval, mechanikai áttételű vagy légdugattyús karlifttel és anti-skatinggel szerelik fel. A karra, vagy kagylóra (papucsra) minden szabványos hangszedő felszerelhető.

### Anti-skating rendszer
A Hi-Fi lemezjátszók egyik legfontosabb alkatrésze az anti-skating szerkezet, aminek ismerete és használata a lemezjátszó kezeléséhez elengedhetetlen. Az anti-skating szerkezet a skating-hatás kiküszöbölésére szolgál. Skating-hatásnak nevezik a lejátszókarra ható, állandó erősségű, oldalirányú nyomóerőt, ami a hanglemez középpontja felé eső barázdaoldalhoz nyomja a lejátszótűt. A barázdában futó lejátszótűre ható függőleges irányú súlyerő (Q), valamint a hanglemez forgása által okozott relatív tűmozgás súrlódása következtében számos olyan erő keletkezik a barázda és a tű érintkezését kísérve, ami mind a tű mozgását akadályozza és befolyásolja a tű és a barázda ideális mechanikai kapcsolatát.
A lejátszás alkalmával keletkező súrlódóerő értéke a P = µQ összefüggéssel jellemezhető, ahol µ a súrlódási tényező, ami a lejátszótű alakjától és az effektív tűtömegtől is függ. A lejátszókarra ható P erő felbontható egy P0 és egy Pk irányú komponensre. Amíg a P0 erő csak a kar csapágyát terheli, addig a Pk erő a lemeztányér középpontja felé tolja a lejátszókart a Pkx nyomaték hatására. Ez a karra ható erő a lejátszótűt a hangbarázda belső oldalához nyomja, sokkal nagyobb nyomatékkal, mint amilyennel a külső oldalfalhoz nyomódik. Ez a hatás a sztereo hanglemezek lejátszásakor a belső barázdaoldalra rögzített (tehát a bal csatorna) hanginformációt sokkal nagyobb torzítás mellett engedi lejátszani, mint a jobb csatorna jelét.
A skating-hatás csak a 3 cN alatti tűnyomóerőnél lép fel, vagyis elsősorban a mágneses és a dinamikus hangszedőkkel működő (és kis tűnyomóerővel üzemelő) Hi-Fi lemezjátszókban keletkezik. Kiküszöbölése az ún. anti-skatinggel lehetséges.
Az anti-skating a lejátszókar állandó erősségű, aszimmetrikus oldalnyomásának a mechanikus kiegyenlítése egy ellentétes irányban ható erővel. A lejátszókart a lemezközép felé nyomó erővel szemben egy olyan ellenerőt kell ébreszteni, ami a kart a lejátszás során egyenletes erővel az ellenkező irányba húzza. Ennek kivitelét a különböző típusú Hi-Fi lemezjátszókban többféle módon valósítják meg.
Az ellensúlyos anti-skating rendszernél a lejátszókar csapágyazott tengelye mögött, a lemeztányér felőli oldalon fémpálcikára rögzített műselyem szálra van felfüggesztve az ellensúly, ami egy rögzített kereszttartón lóg alá. Ha a terelőkar és a lejátszókar között viszonylag nagy a távolság, az anti-skating erő függetlenné válik a lemezsugár hosszától, míg kisebb távolság esetén a zsinór és a kar által bezárt szög és az ellenerő a kar elfordulásakor csökken.
A zsinóros anti-skating mellett a másik gyakran használt megoldás a rugós skating-hatás kiegyenlítő. Itt az anti-skating erő a rugó előfeszítésével változtatható. E célból a rugónak a lejátszókarral ellentétes végét elmozdíthatóan rögzítik egy szabályozókarhoz, ami egy, az előlapra kivezetett forgató- vagy tológomb elmozdításával a felrajzolt skálabeosztás szerint állítható be. A skálabeosztást a változtatható tűnyomóerő szerint készítik és az anti-skating erőt, ami kb. tizedrésze a tűnyomóerőnek, minden esetben ehhez hozzárendelve kell beállítani.
Az igényesebb Hi-Fi lemezjátszókban mechanikai elem nélküli anti-skatinget alkalmaznak, amely főként mágneses kiegyenlítéssel működik.

## Kezelés és karbantartás
A lemezjátszók kezelése és karbantartásai igénye típusonként változik. Azonban létezik egy általános követelményrendszer, melyet minden lemezjátszó használatánál ajánlott betartani, ha megfelelő minőség elérése a cél.
Ha hosszabb vagy rövidebb távra kell szállítani a lemezjátszót üzembe helyezés előtt, fontos, hogy szakszerűen rögzítsük és csomagoljuk. A Hi-Fi minőségű lemezjátszókban általában rugós felfüggesztésűek a hajtómotorok, ezeket a szállítást megelőzően rezgésmentesíteni kell a két rögzítőcsavar segítségével. Ugyanígy a lejátszókart és néha az anti-skating szerkezetet is szükséges megbízhatóan rögzíteni. Szállítás előtt lemeztányért és a hajtószíjat mindig emeljük le és külön becsomagolva helyezzük el. A lejátszókarból célszerű kivenni a hangszedőt és azt saját dobozába behelyezve szállítani.
A szakszerű csomagolás hiányában néhányszori szállítást követően a lemeztányér csapágya ütni fog, a készülék mechanikai zaja pedig megnő, valamint a hangszedő és a lejátszótű is minden alkalommal ki van téve a törés veszélyének.
A szállítás nehézségeit figyelembe véve tehát a megvásárlás utáni hazaszállítást követően nem javasolt a lemezjátszót rendszeresen utaztatni.
A lemezjátszó kezelése az üzembe helyezéssel kezdődik és a rendszeres további használattal folytatódik. Üzembe helyezés előtt még a szakismeretekkel rendelkező amatőröknek és szakembereknek is célszerű alaposan átolvasni a használati utasítást és csak ezután munkához látni.
Ha készülék a felbontást megelőzően gondosan be volt csomagolva, akkor a következő műveletek szerint végzendő az üzembehelyezés:
- Oldjuk meg a motorrögzítő csavarokat és ellenőrizzük, hogy a motorfelfüggesztő rugók a motort egyenletesen, középpontban tartják-e.
- Helyezzük fel a hajtószíjat a motorszíjtárcsára és a lemeztányérperemre. Amennyiben az erőátvitel dörzsáttételű, ellenőrizzük a gumiperemű bolygókerék helyzetét és működőképességét.
- Helyezzük fel tengelyére a lemeztányért, majd ennek tetőlapjára a gumitányért. Ha megbizonyosodtunk pontos felfekvéséről, a motorindító kapcsolóval indítsuk meg a lemeztányért, ellenőrzik a sebesség szinkronizálhatóságát.
- Ha a lejátszókar is ki volt véve, következő műveletként szereljük fel azt a megjelölt helyére, a használati utasításban leírtakat követve.
- A lejátszókarba tegyük be a hangszedőt, és helyezzük fel az ellensúlyt. Ezután a készüléket állítsuk be vízszintes helyzetbe vízszintmérő segítségével.
- Ezután a kar kiegyensúlyozása következik. Ezt akkor végezzük, amikor a lejátszókarra már minden tartozékot felszereltünk, és az anti-skating szerkezetet nullára állítottuk.
- A lejátszókar végén található ellensúllyal (annak forgatásával vagy előre-hátra tologatásával) kiegyensúlyozzuk a kart úgy, hogy az elengedve a mérleg nyelvéhez hasonlóan billegjen. Ezután állítsuk be a szükséges erőt a tűnyomóerő-szabályozó súly segítségével. A nullára állított anti-skatinget pedig a beállított tűnyomóerőhöz megadott osztásvonalhoz állítsuk be.
- Ha a lemezjátszó tartalmaz automata kapcsolót, karemelőt vagy karmozgató automatát, ellenőrizzük ennek működését.

Amennyiben a fenti műveletsort megfelelő körültekintéssel elvégeztük és a használati utasításban szereplő módszereket is betartottuk, a lemezjátszónak elméletben kifogástalanul kell működnie.
A lemezjátszó további kezelése már nem elsősorban szakértelmet, hanem inkább figyelmességet kíván. Fontos szempont a lejátszótű tisztasága. Ez csak akkor érhető el, ha a lejátszandó hanglemezoldalt a lejátszás előtt mindig tisztára töröljük. Ehhez jó állapotú hanglemez esetén csupán száraz, antisztatikus lemeztörlő ruha használata ajánlott. Ha az antisztatikus töltődést a lejátszás közben is meg akarjuk akadályozni, ebben az esetben a lemezjátszóhoz mellékelt gumitányért célszerű antisztatikusra cserélni.
Egy bizonyos használati időn túl még ezután is előfordulhat, hogy a lejátszótű hegye beszennyeződik. Ilyenkor a rárakódott piszik a tű hegyét a barázdából kiemeli, a lejátszás torz lesz, a magas hangok pedig eltűnnek. Hogy ezt megelőzzük, egy kis méretű mókusszőr ecsettel finom kézmozdulatokkal letakarítható a tűről a szennyeződés. A tű hegyének ellenőrzésére legalkalmasabb egy 25-50-szeres nagyítással bíró nagyító.
A lemezjátszó futóműcsapágyait a szinterbronz miatt rendszerint kétévente elegendő finom műszerolajjal kenni. Ha az használati utasítás felhívja a figyelmet arra, hogy a csapágynak egyáltalán nincs szükséges kenésre, célszerű ezt betartani. 
A lemezjátszóban főleg a futómű szorul rendszeres tisztításra. Ezt a lemeztányér leemelése és a hajtószerkezet eltávolítása mellett kell elvégezni, a motor tengelycsonkján lévő szíjtárcsa és a lemeztányér peremének a megtisztításával. A tisztításra tiszta alkohol vagy sebbenzin használata ajánlott, amit szálmentes barchent ruhadarabbal célszerű feltörölni.

### A meghajtószíj
A meghajtószíj többnyire lapos, ritkább esetben négyszögletes gumiszíj. Hosszabb idő után hajlamos a tágulásra, berepedezésre, ezért élettartama véges. Amennyiben a gép hosszabb időn, több hónapon keresztül nincs használva, gumigörgős gépnél célszerű a sebességet semleges állásba helyezni, ilyenkor a görgő nem ér hozzá sem a motorhoz, sem a tárcsához. Ékszíjas gépnél ilyenkor a szíjat le kell venni. A több hónapon keresztül azonos helyzetben feszülő szíj jóval gyorsabb ütemben megy tönkre, mint a naponta használt. 
A hajtószíjat időnként ellenőrizni, a berepedezett, megkeményedett, megtágult, esetleg ragacsossá vált szíjat cserélni kell. Meghajtószíjak a legtöbb géphez 2010 után is beszerezhetők, bár sok esetben nem típus, hanem méret után. Az új, de nem gyári szíj minimális mértékben legyen csak kisebb a megnyúltnál. Felrakás után jelentősen nem feszülhet, de lötyögnie, csúsznia sem szabad. A felrakott új szíjat pár nap állás és pár óra használat után ellenőrizni kell, mert ekkorra nyeri el végleges méretét. Különösebb karbantartásra nem szorul, időnként tisztítható. Meg lehet próbálni időnként gumiápoló szerrel lekezelni, ezzel élettartamát meg lehet hosszabbítani, de kezelés után nem csúszhat és nem ragadhat.